# Elisabeth Waldo
Elisabeth Ann Waldo, häufig auch Elisabeth Ann Detzel, (* 18. Juni 1918 in Tacoma, Washington) ist eine US-amerikanische Violinistin, Komponistin, Dirigentin und Musikethnologin.

## Leben und Wirken
Elisabeth Waldo wurde als Tochter der Sängerin Jane Althea Blodgett und Benjamin Franklin Waldo, einem entfernten Verwandten von Ralph Waldo Emerson, geboren. Ihre jüngere Schwester war die Schauspielerin Janet Waldo.
Waldo wuchs auf der Ranch ihrer Familie am Rande des Yakama-Indianerreservats im US-Bundesstaat Washington auf. Im Alter von fünf Jahren erhielt sie ersten Geigenunterricht.  Jascha Heifetz vermittelte ihr ein Stipendium für das Curtis Institute of Music in Philadelphia. Auf Einladung des Dirigenten Leopold Stokowski spielte sie ab 1940 im neu gegründeten All-American Youth Orchestra und absolvierte mit ihm Tourneen durch Süd- und Nordamerika. Die Zusammenarbeit endete mit dem Eintritt der Vereinigten Staaten in den Zweiten Weltkrieg. Waldo übersiedelte nach Südkalifornien, wo sie für eine Saison als erste Geigerin beim Los Angeles Philharmonic spielte. Nach ihrer Rückkehr nach Lateinamerika spielte sie als Solistin in Panama, Costa Rica, Kolumbien, Peru, Chile, Kuba und Mexiko und ließ sich dann in Mexiko-Stadt nieder. Sie trat regelmäßig im neu vernetzten nationalen Radio auf und arbeitete häufig mit dem Sänger Augustín Lara zusammen. 1945 trat sie im Film Song of Mexiko als Geigerin auf. Außerdem schloss sie eine Freundschaft mit dem Wandmaler Diego Rivera. Elisabeth Waldo ist bekannt für die Verschmelzung ethnischer und klassischer Ästhetiken, insbesondere durch die Einführung der „Mixteca Music“, die indigene Musik mit klassischen Traditionen verbindet.
Nach ihrer Rückkehr nach Los Angeles gründete sie ein Ensemble, das mit Instrumenten aus Nord-,Süd- und Mesoamerika eigene Originalkompositionen spielte. Waldo wurde beauftragt,  Originalmusik für einen Festzug der Heiligen der Letzten Tage, People of the Book, zu komponieren, der vom Buch Mormon inspiriert war. Der Festzug spielte im Oktober 1967 vier Shows im Starlight Bowl und wurde für einen dreitägigen Lauf in Salt Lake City, Odgen und Provo, Utah verwendet, wo ihre Musik das meiste Lob erhielt, wie in einem Artikel vom Daily Universe: „Die klangliche Erfahrung machten den Besuch dieser Produktion lohnenswert.“
In den frühen 1970er Jahren begann Waldo Filmmusik zu schreiben. In den 1980er Jahren interessierte sie sich für die chinesische Musik und gründete ein Ensemble, das dazu beitrug, chinesische Musik und Tanz für den Los Angeles Unified School District einzuführen. 1987 gründete sie das New Mission Theatre, einen Veranstaltungsort mit 150 Plätzen zur Nutzung durch die multikulturelle Musik- und Kunststiftung von Northridge.
Waldo war verheiratet mit Carl Schaefer Detzel, Direktor des Southwest Museums in Los Angeles. Aus der Ehe gingen zwei Söhne hervor.

## Diskografie

### Alben
- Maracatu (Barbary Coast Records; 1959)
- Rites of the Pagan (GNP Crescendo; 1960)
- Realm of the Incas (GNP Crescendo; 1961)
- People of the Book (Artisan Sound Recordings; 1967)
- Viva California. Mit dem St. Charles Choir (Peer Southern Organization; 1969)
- Sacred Rites (GNP Crescendo; 1994)
- Land of Golden Dreams (Southwinds Records; 2004)
- Heartstrings Soul of the Americas (CD Baby; 2008)

### Singles
- Making Chi-Cha/Balsa Boat (GNP Crescendo; 1962)

### Soundtracks
- Chac: Dios de la Iluvia (1975)
- Lost on Paradise Island (1975)

## Filmografie (Auswahl)
- 1945: Song of Mexiko (als Geigerin)
- 1975: Chac: Dios de la lluvia (Filmmusik)
- 1975: Lost on Paradise Island (Filmmusik)